# 41 Ursae Majoris
41 Ursae Majoris är en röd jätte i stjärnbilden Stora björnen. Stjärnan har visuell magnitud +6,34 och är knappt synlig för blotta ögat vid god seeing. Den ligger på ett avstånd av ungefär 700 ljusår.